# Norfolkstare
Norfolkstare (Aplonis fusca) är en utdöd fågelart i familjen starar inom ordningen tättingar.

## Utbredning och systematik
Norfolkstaren förekom tidigare på två öar i Tasmanhavet mellan Australien och Nya Zeeland. Den delas in i två underarter med följande utbredning:
- Aplonis fusca fusca – förekom tidigare på Norfolkön; senaste fyndet rapporterades 1923
- Aplonis fusca hulliana – förekom tidigare på Lord Howeön

## Status
IUCN kategoriserar arten som utdöd.